# سفرهای من و خاله‌ام (فیلم)
سفرهای من و خاله‌ام (به انگلیسی: Travels with My Aunt) فیلمی به کارگردانی جرج کیوکر و بر پایهٔ رمانی به همین نام اثر گراهام گرین است که در سال ۱۹۷۲ منتشر شد.

## بازیگران
- مگی اسمیت
- آلک مک‌کاون
- لوئیس گوست، جونیور
- رابرت استیونس
- سیندی ویلیامز
- دنیل امیلفورک
- Antonio Pica
- Bernard Holley
- کورین مارشان
- دیوید سوئیفت
- خوزه لوئیس لوپس باسـکِس
- Raymond Gérôme
- رابرت فلمینگ
- دیوید سوئیفت

## جوایز
مگی اسمیت به‌خاطر بازی در این فیلم برای دریافتِ جایزه اسکار بهترین بازیگر نقش اول زن نامزد شد.